# 肇庆碘泡虫
肇庆碘泡虫（学名：Myxobolus shaochingensis）为碘泡科碘泡虫属的动物。在中国，分布于广东、湖北等，营寄生生活，寄生在胡鲇的胃和肠以及乌鳢的胃。